# 53157 Akaishidake
53157 Akaishidake este un asteroid din centura principală de asteroizi.

## Descriere
53157 Akaishidake este un asteroid din centura principală de asteroizi. A fost descoperit pe 5 februarie 1999 la Susono de Makio Akiyama. Asteroidul prezintă o orbită caracterizată de o semiaxă mare de 2,56 ua, o excentricitate de 0,35 și o înclinație de 23,3° în raport cu ecliptica.